# Józef Pińkowski
Józef Pińkowski (Siedlce, 17 aprile 1929 – Varsavia, 8 novembre 2000) è stato un politico ed economista polacco.

## Biografia
Fu il primo ministro del governo polacco della Repubblica Popolare di Polonia dal 1980 al 1981.